# واتاپولووا
واتاپولووا (به لاتین: Watapuluwa) یک منطقهٔ مسکونی در سری‌لانکا است که در استان مرکزی (سری‌لانکا) واقع شده‌است.